# Saint-Salvy-de-la-Balme
Saint-Salvy-de-la-Balme è un comune francese di 571 abitanti situato nel dipartimento del Tarn nella regione dell'Occitania.

## Società

### Evoluzione demografica
Abitanti censiti